# Чаробњаци (албум)
Чаробњаци је четврти студијски албум рок бенда Дивље јагоде. Албум је сниман 1983. године у студију Music Park Studio који се налази у Бад Хомбургу а издао га је Дискотон.

## Списак песама
На албуму се налазе следеће песме:

## Постава бенда
- Ален Исламовић – вокал и бас
- Зеле Липовача – гитара
- Наско Будимлић – бубњеви